# سعدان عنكبوتي أحمر الوجه
سعدان عنكبوتي أحمر الوجه (الاسم العلمي: Ateles paniscus) هو نوع من الحيوانات يتبع جنس سعدان عنكبوتي من فصيلة السعادين عنكبوتية.